# Poitea punicea
Poitea punicea är en ärtväxtart som först beskrevs av Ignatz Urban, och fick sitt nu gällande namn av Matt Lavin. Poitea punicea ingår i släktet Poitea och familjen ärtväxter. Inga underarter finns listade i Catalogue of Life.